# Ендрю Шоу
Ендрю Шоу (англ. Andrew Shaw; 20 липня 1991, м. Бельвіль, Канада) — канадський хокеїст, центральний/правий нападник.
Вихованець хокейної школи «Квінт Ред-Девілс». Виступав за «Ніагара АйсДогс» (ОХЛ), «Оуен-Саунд Аттак» (ОХЛ), «Чикаго Блекгокс», «Рокфорд АйсГогс» (АХЛ) та «Монреаль Канадієнс».
В чемпіонатах НХЛ — 544 матчі (116+131), у турнірах Кубка Стенлі — 72 матчі (16+19).
Досягнення
- Володар Кубка Стенлі (2013, 2015)
- Чемпіон ОХЛ (2011)